# نظرية القيود

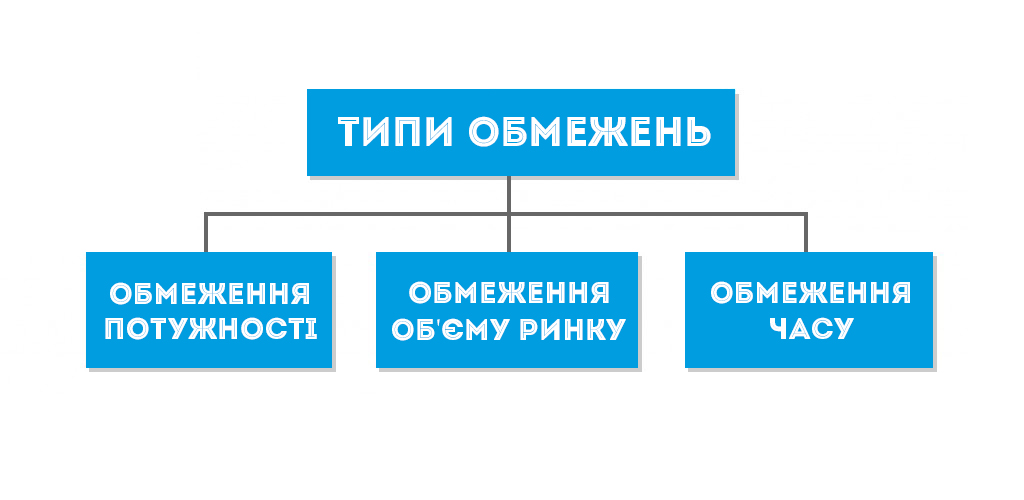
أنواع القيود

نظرية القيود (بالإنجليزية: Theory of constraints)‏ تعتمد المبدأ المعروف أن «قوة السلسلة هي بقوة أضعف حلقاتها» كنموذج الإدارة الجديدة. وهذا يعني أن العمليات والمنظمات وغيرها، هي عرضة لأن يسبب أضعف شخص أو أضعف جزء منها الضرر فيها أو تخريبها، أو على الأقل التأثير سلبا على النتائج المرجوة.
المنهج التحليلي مع نظرية القيود يأتي من الزعم بأن أي نظام قابل للإدارة هو محدود لجهة تحقيق المزيد من أهدافه بسبب عدد قليل جدا من القيود، وبأن هناك دائما قيد واحد على الأقل. ومن هنا فإن نظرية القيود تسعى إلى التعرف على المعوقات أو القيود وإعادة هيكلة بقية المنظمة على أساسها، من خلال استخدام خمس خطوات التركيز.

## التحسين المركز
التحسين المركز (Focused improvement) في نظرية القيود هو مجموعة من الأنشطة التي تهدف إلى رفع أداء أي نظام، لا سيما نظام العمل التجاري، فيما يتعلق بهدفه من خلال القضاء على القيود واحدًا تلو الآخر وليس من خلال العمل على عدم وجود قيود. وتتمثل طريقة تحقيق التحسين المركز في استخدام عمليات التفكير.
ومعظم طرق تحسين الأداء الشعبية، مثل إدارة الجودة الشاملة (TQM) أو إعادة الهندسة، ليست طرق تحسين مركزة، أي أنها لا تميز العمل على العوامل التي تحد من أداء نظام ما (القيود) والتي تحقق نتائج فورية من العمل على عدم وجود قيود التي لا تحقق أي نتائج، حيث تزيد فقط من التكاليف وتشتت انتباه الإدارة.